# Bestes Oberösterreich
Bestes Oberösterreich (BESTE) ist eine offene Wahlplattform für Bürgerbeteiligung und vertritt eine gemäßigte Politik der Mitte. Sie kandidierte bei der Landtagswahl in Oberösterreich 2021 mit einem Wahlergebnis von 0,24 %. Spitzenkandidat war David Packer.